# Sopotnice
Sopotnice är en ort i Tjeckien.   Den ligger i regionen Pardubice, i den östra delen av landet, 140 km öster om huvudstaden Prag. Sopotnice ligger 349 meter över havet och antalet invånare är 930.
Terrängen runt Sopotnice är kuperad söderut, men norrut är den platt. Runt Sopotnice är det ganska tätbefolkat, med 72 invånare per kvadratkilometer. Närmaste större samhälle är Česká Třebová, 18,6 km söder om Sopotnice. Omgivningarna runt Sopotnice är en mosaik av jordbruksmark och naturlig växtlighet.